# 永胜乡 (肇州县)
永胜乡，是中华人民共和国黑龙江省大庆市肇州县下辖的一个乡镇级行政单位。

## 行政区划
永胜乡下辖以下地区：
永胜村、丰产村、模范村和胜利村。